# Криста Лэйн
Криста Лэйн (англ. Krista Lane, род. 26 февраля 1959 года, Германия) — сценическое имя американской порноактрисы немецкого происхождения.

## Биография
Родилась в ФРГ в начале 1959 года. О биографии до 1980-х годов известно мало. Известно, что Криста переехала в США, где у неё не было каких-либо связей и хороших возможностей, а также то, что она работала проституткой на улицах Нью-Йорка и Лос-Анджелеса, как и многие другие актрисы, которые начали свою карьеру в те годы.
Затем Криста дебютировала в порно в 1985 году, в возрасте 26 лет, начав с низкобюджетных фильмов. Работала с такими студиями, как VCA Pictures, AVC, Metro, Vivid Entertainment Group, Gourmet Video, Caballero Home Video, Wet Video, Cinematrex, Xplicit, Intropics Video и другими. Некоторые из её первых ролей были в фильмах Double Penetration и Born to Run.
Первая хорошая возможность стать звездой появилась в 1986 году с фильмом Blame It on Ginger, за роль в котором она получила первую премию AVN в номинации «лучшая М/Ж сцена», совместно с Джои Силвера. Самой большой ролью стала роль в фильме Deep Throat 2, сиквеле легендарной картины 1972 года с Линдой Лавлейс в главной роли. Невероятное мастерство Кристы в оральном сексе принесло ей в 1988 году две награды AVN — в номинациях «лучшая актриса» и «лучшая Ж/Ж сцена», вместе с Эшли Мур.
Ушла из индустрии в 1990 году, после пяти лет работы и снявшись в общей сложности в 186 фильмах.

## Краткая фильмография
- Art of Passion,[13]
- Deep Inside Trading,[14]
- Forbidden Bodies,[15]
- Ginger Does 'em All,[16]
- Hot Gun,[17]
- Load Warriors,[18]
- Maximum Head,[19]
- Portrait of an Affair,[20]
- Seduction by Fire,[21]
- Sins of the Wealthy[22],
- Three Score[23].

## Премии и номинации
| Год  | Церемония  | Результат | Номинация              | Работа             |
| ---- | ---------- | --------- | ---------------------- | ------------------ |
| 1987 | AVN Awards | Победа    | Лучшая М/Ж сцена       | Blame It on Ginger |
| 1987 | AVN Awards | Номинация | Лучшая М/Ж сцена       | Farmer’s Daughters |
| 1988 | AVN Awards | Победа    | Лучшая актриса         | Deep Throat II     |
| 1988 | AVN Awards | Победа    | Лучшая Ж/Ж сцена       | Deep Throat II     |
| 1988 | XRCO Award | Победа    | Лучшая актриса         | Deep Throat II     |
| 1988 | XRCO Award | Победа    | Лучшая групповая сцена | Deep Throat II     |